# Seznam kitajskih generalov
Seznam kitajskih generalov.

## B
Ban Čao - 

## C
Čang Vančuan - Čen Bingde - Čen Ji - Či Haotjan - 

## Č
Čjang Kajšek - Čen Ji - Džou Enlaj

## D
Deng Čangjou - Džu De -

## F
Fu Čuanjou - 

## G
Geng Biao - Guo Bošiong -

## H
Han Šjanču - He Long - Huang Kečeng -

## J
Džing Džijuan -

## L
Lei Mingčju - Ljang Guanglje - Li Šjanjan - Liao Šilong - Li Džinaj - Lin Biao - Ling Jun - Lju Dongdong - Lju Ljankun - Luo Ruičing -

## M
Miao Hua (admiral)

## P
- Lin Piao

## Q
- Čin Dživei (Qin Jiwei)

## S
- Song Šilun

## T
- Tao Sidžu

## W
- Vang Džen (Wang Zhen)
- Wei Fenghe
- Vo Veihan
- Vu Šengli

## X
- Ši Šjančjan? (Xi Xianqian)
- Šu Cajhou
- Šu Hajdong
- Šu Čiljang

## Y
- Jang Čengvu
- Ju Linšjang

## Z
- Džang Ajping
- Džao Nanči